# Alek Keshishian
Alek Keshishian, född 30 juli 1964 i Beirut, Libanon, är en amerikansk regissör av armenisk börd. Har spelat in flera kända musikvideor.
2011 skrev han tillsammans med Madonna manuset till långfilmen W.E..

## Musikvideor
- "My Prerogative" (1988) (Bobby Brown)
- "Sacrifice" (1990) (Elton John)
- "Like a Virgin (Truth or Dare)" (1991) (Madonna)
- "Holiday (Truth or Dare)" (1991) (Madonna)
- "This Used to Be My Playground" (1992) (Madonna)
- "I'll Remember" (1994) (Madonna)
- "Insatiable" (2002) (Darren Hayes)

## Fotnoter
1. ↑  SNAC, SNAC Ark-ID: w6n4481c, läs online, läst: 9 oktober 2017.[källa från Wikidata]
2. ↑  www.acmi.net.au, webb-ID på ACMI: creators/35861.[källa från Wikidata]